# けさの滋賀
『けさの滋賀』（けさのしが）は、2009年3月30日から2010年3月26日までびわ湖放送で平日朝に放送されていた報道番組である。
本番組は、6:40 - 6:45に放送の第1部『けさの滋賀I』と、7:03 - 7:05に放送の第2部『けさの滋賀II』とに分かれていた。いずれもニュースキャスターを置かず、あらかじめ収録しておいたナレーションによって進行していた。
2010年3月29日以降は放送されておらず、同年3月26日放送分が事実上の最終回となった。

## 内容
オープニングで大津・彦根・高島のお天気カメラの映像を放送した後、以下の順に進行していた。
- 滋賀県内のJR・私鉄運行情報
- 道路交通情報
- ライフライン情報（第1部のみ）
- 天気予報
- 今日の予定（第1部のみ）